# Torraccia (Roma)
Torraccia, è il piano di zona C1 del Municipio Roma IV di Roma Capitale. Fa parte della zona urbanistica 5E San Basilio, nel quartiere Q. XXX San Basilio.
Si trova a nord-est della capitale, all'interno del Grande Raccordo Anulare.

## Monumenti e luoghi d'interesse

### Architetture religiose
- Chiesa di San Benedetto Giuseppe Labre, su via Donato Menichella.

Parrocchia eretta il 15 ottobre 1989 con decreto del cardinale vicario Ugo Poletti. La chiesa è stata inaugurata nel 1997.

### Aree naturali
- Giardino di piazza Gaspare Ambrosini[2]
- Giardino Emilio Betti, da via Enrico Jovane a via Antonio Castellari.